# Angela McEwan
Angela McEwan (* 23. April 1934 in Santa Monica, Kalifornien als Angela Van Zanten; † 20. Dezember 2015 in Long Beach, Kalifornien) war eine US-amerikanische Schauspielerin.

## Leben
Geboren wurde McEwan 1934 im kalifornischen Santa Monica. Sie schloss das Los Angeles City College ab und studierte anschließend Schauspiel an der University of California in Los Angeles. Hier lernte sie ihren zukünftigen Ehemann Guillermo McEwan kennen, mit dem sie von 1955 bis zu seinem Tod 2009 verheiratet war und zwei gemeinsame Söhne bekam.
An der University of California in Irvine machte sie ihren Master in Spanisch und konnte so später als Übersetzerin für Spanisch arbeiten. Im fortgeschrittenen Alter nahm sie wieder Schauspielunterricht und spielte ab 2003 in diversen Kurzfilmen sowie in Fernsehserien wie Leaving Bliss und Getting On – Fiese alte Knochen mit. Bekanntheit erlangte sie in der Rolle der Peg Nagy in Alexander Paynes sechsfach-oscarnominiertem Roadmovie Nebraska. Sie spielte darin die Jugendliebe der von Bruce Dern verkörperten Hauptfigur und wurde trotz ihres eher kurzen Auftritts mit Kritikerlob bedacht.
Im Oktober 2014 wurde bei ihr Lungenkrebs diagnostiziert, an dessen Folgen sie 2015 starb.

## Filmografie (Auswahl)
- 2003: Martha’s Bakery (Kurzfilm)
- 2007: Callback
- 2012: New Girl (Fernsehserie, Folge Backslide)
- 2013: Nebraska
- 2014: Getting On – Fiese alte Knochen (Getting On, Fernsehserie, 3 Folgen)
- 2015: Moments of Clarity
- 2016: Boonville Redemption